# Jobst Hilmar von Bose
Jobst Hilmar Bodo Alexander Graf von Bose (* 21. September 1897 in Berlin; † 26. März 1949 in Bamberg) war ein deutscher Oberst im Zweiten Weltkrieg und Träger des Ritterkreuzes des Eisernen Kreuzes.

## Leben

### Herkunft und Familie
Jobst Hilmar Graf von Bose entstammte dem am 6. April 1880 in den preußischen Grafenstand erhobenen Zweig des seit 1230 erwähnten sächsischen Uradelsgeschlechtes derer von Bose. Er war der Sohn von Gebhardt Graf von Bose (1869–1939), Fideikommissherr Ellingshausen, Kreis Meiningen, sachs.-meininger Kammerherr, und dessen Ehefrau Irene Burggräfin und Gräfin zu Dohna (1874–1962). Verheiratet war er seit dem 28. April 1925 mit Verena Samson von Himmelstjerna (* 1895), mit der er die Tochter Maja (* 1926) und den Sohn Volkmar (* 1929) hatte.

### Militärkarriere
Der Familientradition folgend wählte Bose den Beruf eines Berufsoffizier. Er wurde ab 1911 im Kadettenkorps erzogen und 1914 als Fähnrich in das Ulanen-Regiment „Prinz August von Württemberg“ (Posensches) Nr. 10 der Preußischen Armee in Züllichau überwiesen. Bose nahm am Ersten Weltkrieg, zumeist auf dem östlichen Kriegsschauplatz, teil und wurde Leutnant. Für sein Wirken erhielt er neben beiden Klassen des Eisernen Kreuzes, die Medaille für Verdienste im Kriege sowie die Rettungsmedaille am Bande.
Im Zuge der vom Versailler Friedensvertrag Deutschland auferlegten Heeresreduzierung wurde er nach dem Krieg 1919 entlassen, aber seit 1920 zunächst als Leutnant in der Reichswehr wiederverwendet. Seit 1925 war Bose Oberleutnant und seit 1. Februar 1932 als Rittmeister im 8. (Preußisches) Reiter-Regiment. Nach der Machtübernahme durch die Nationalsozialisten und der von der neuen Regierung vorangetriebenen Heereserweiterung wurde er 1936 Major.
Nach Ausbruch des Zweiten Weltkrieges wurde er 1939 Bataillonskommandeur im neu aufgestellten Infanterie-Regiment 289 bei der 98. Infanterie-Division und nahm mit dieser Verband am Feldzug 1940 in Frankreich teil. Später führte er sein I. Bataillon nach dem Angriff auf die Sowjetunion an der Ostfront. Sein Bataillon eroberte dabei eine befestigte Stellung in der Stalinlinie bei Detschino und eroberte dabei 16 schwere Flakgeschütze der Roten Armee. Einen Gegenangriff eines sowjetischen Regiments warf sein Bataillon zurück. Dafür wurde er am 4. Dezember 1941, inzwischen Oberstleutnant, mit dem Ritterkreuz des Eisernen Kreuzes ausgezeichnet.
1942 wurde er Kommandeur des Infanterie-Regiments und zum Oberst befördert. Bei den schweren Kämpfen dieses Jahres wurde er schwer verwundet. Nach seiner 1943 erfolgten Entlassung aus dem Lazarett wurde ihm das Kommando über das Grenadier-Regiment 263 übertragen, mit dem er 1944 in der Normandie bei der Invasion der Alliierten eingesetzt wurde. In dieser Eigenschaft erhielt Bose am 22. März 1945 das Deutsche Kreuz in Gold. Ab dem 25. April 1945 war er bis Kriegsende als Kommandeur des unterstellten Grenadier-Regiments 744 mit der Führung der 711. Infanterie-Division beauftragt, welche im Raum Deutsch-Brod in sowjetische Kriegsgefangenschaft ging.
Nach seiner Entlassung aus der Kriegsgefangenschaft lebte er in Bamberg, wo er am 26. März 1949 starb.